# Susan Hayward
Susan Hayward (30.6.1917 – 14.3.1975) là nữ diễn viên người Mỹ, đã đoạt Giải Oscar cho nữ diễn viên chính xuất sắc nhất năm 1958.
Sau khi làm người mẫu thời trang ở New York, Hayward đã kiếm được một hợp đồng đóng phim và đã tới Hollywood năm 1937 để đóng nhiều vai phụ trong vòng 5 năm. Cuối thập niên 1940, bà được đề cử lần đầu cho Giải Oscar cho nữ diễn viên chính xuất sắc nhất trong vai người phụ nữ nghiện rượu ở phim Smash-Up, the Story of a Woman (1947). Sự nghiệp diễn xuất của bà tiếp tục thành công trong thập niên 1950, và bà tiếp tục được đề cử cho giải này trong những vai diễn ở các phim My Foolish Heart (1949), With a Song in My Heart (1952) và I'll Cry Tomorrow (1955). Sau 4 lần được đề cử, cuối cùng bà cũng đoạt Giải Oscar cho nữ diễn viên chính xuất sắc nhất cho vai diễn nữ tù nhân Barbara Graham ở khu dành cho các tử tù trong phim I Want to Live! (1958).
Sau cuộc hôn nhân thứ hai, bà dọn về cư ngụ ở tiểu bang Georgia, và ít xuất hiện thường xuyên trên phim, nhưng vẫn tiếp tục diễn xuất trên truyền hình và phim tới năm 1972. Bà qua đời năm 1975 do bị ung thư não.

## Thời niên thiếu
Hayward có tên khai sinh là Edythe Marrenner, sinh tại Brooklyn, New York, là con út trong số 3 người con của Ellen (nhũ danh Pearson) và chồng là Walter Marrenner. Bà nội của Hayward là nữ diễn viên Kate Harrigan, ở County Cork, Ireland. Mẹ của Hayward gốc người Thụy Điển. Hayward có một người chị là Florence (sinh tháng 5 năm 1910) và một người anh là Walter, Jr. (sinh tháng 12 năm 1911).
Hayward học tại Trường công 181, tiếp theo là "Trường trung học thương mại cho nữ sinh" (sau này đổi tên là Prospect Heights High School). Trong những năm học trung học, bà thường diễn xuất trong nhiều vở kịch của nhà trường và được các bạn cùng lớp mệnh danh là "kịch nhất". Bà tốt nghiệp tháng 6 năm 1935.

## Sự nghiệp
Hayward bắt đầu sự nghiệp như một người mẫu chụp hình ở New York. Năm 1937 bà tới Hollywood, định xin diễn vai Scarlett O'Hara trong phim Cuốn theo chiều gió. Mặc dù không được đóng vai này, nhưng Hayward đã được trao cho nhiều vai phụ khác cho tới khi được trao vai chính trong phim Beau Geste (1939) đóng cặp với Gary Cooper. Trong thời Chiến tranh thế giới thứ hai bà diễn chung với John Wayne 2 lần: lần đầu trong vai nữ chính thứ hai Drusilla Alsto ở phim Reap the Wild Wind (1942), và lần sau trong vai nữ chính ở phim The Fighting Seabees (1944). Hayward cũng đóng vai chính trong phiên bản phim The Hairy Ape (1944). Tới năm 1956, bà được Howard Hughes trao cho vai Bortai trong phim The Conqueror, đóng cặp với John Wayne. 

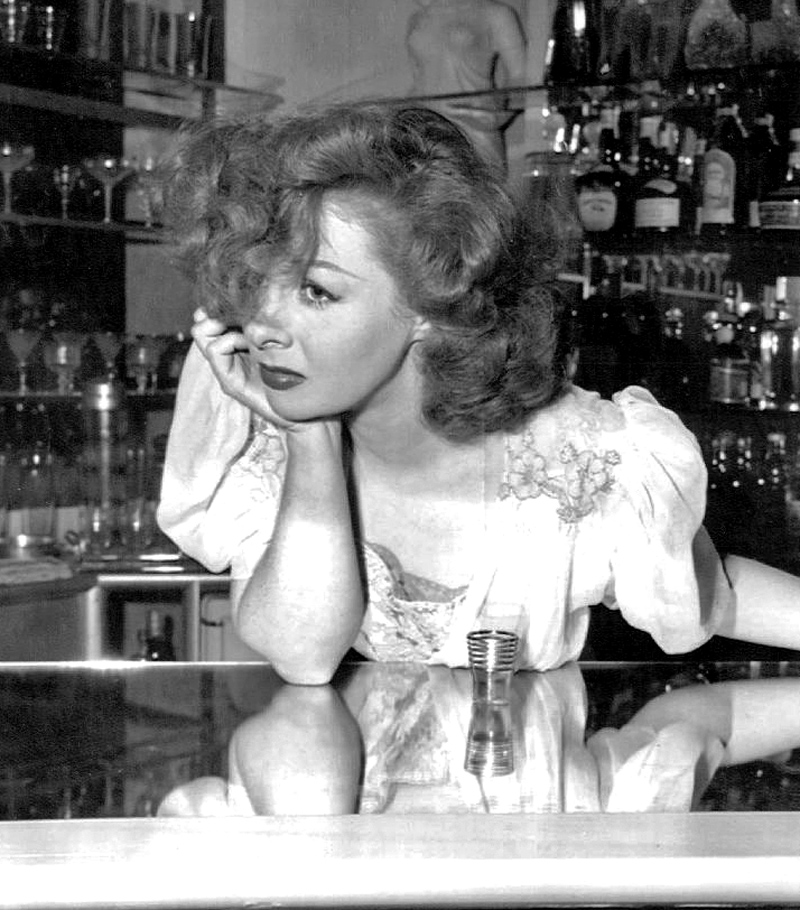
Susan Hayward trong phim Smash-Up, the Story of a Woman (1947)

Sau Chiến tranh thế giới thứ hai, bà trở thành một trong các nữ diễn viên chính được ưa chuộng nhất của Hollywood, chẳng hạn như vai chính trong các phim Tap Roots (1948), My Foolish Heart (1949), David and Bathsheba (1951), và phim With a Song in My Heart (1952).
Năm 1947, lần đầu bà được đề cử cho Giải Oscar cho nữ diễn viên chính xuất sắc nhất trong vai người ca sĩ hộp đêm nghiện rượu ở phim Smash-Up, the Story of a Woman.
Trong thập niên 1950 bà được hoan nghênh trong các vai diễn như người vợ sầu muộn của tổng thống Andrew Jackson trong phim The President's Lady (1953); vai nữ ca sĩ nghiện rượu Lillian Roth trong phim I'll Cry Tomorrow (1955) - dựa trên quyển tự truyện bán chạy I'll Cry Tomorrow của Roth - vai diễn này đã mang lại cho bà Giải cho nữ diễn viên xuất sắc nhất (Liên hoan phim Cannes); và vai Barbara Graham - một phụ nữ phạm tội giết người có thật ở California - trong phim I Want to Live! (1958). Vai diễn này đã đem lại cho bà Giải Oscar cho nữ diễn viên chính xuất sắc nhất. Năm 1959, bà đóng vai nhân vật chính - Mary Sharron – trong phim Woman Obsessed.
Tuy Hayward chưa hề nổi tiếng là một ca sĩ vì bà ghét giọng hát của mình, nhưng bà đã đóng vai ca sĩ trong nhiều phim như phim I'll Cry Tomorrow chẳng hạn. Haward cũng đóng vai Jane Froman trong phim With a Song in My Heart (1952) - một phim về tiểu sử của nữ ca sĩ Froman – đã đem lại cho bà Giải Quả cầu vàng cho nữ diễn viên phim ca nhạc hoặc phim hài xuất sắc nhất. Trong phim này giọng của Jane Froman được lồng vào các bài hát do Hayward trình diễn.
Năm 1961, Hayward đóng vai cô gái lao động trong phim Ada, người đã trở thành vợ của thống đốc tương lai của tiểu bang (do Dean Martin đóng) và cuối cùng bà vợ đã nắm chức thống đốc này. Cùng năm bà đóng vai Rae Smith trong phim Back Street của Ross Hunter cùng với John Gavin và Vera Miles. Năm 1967, Hayward đóng vai Helen Lawson thay cho Judy Garland trong phim Valley of the Dolls chuyển thể từ tiểu thuyết của Jacqueline Susann.
Hayward tiếp tục diễn xuất tới đầu thập niên 1970, khi bà bị chẩn đoán là mắc chứng ung thư não. Vai diễn chót trên phim của bà là vai Dr. Maggie Cole trong phim truyền hình Say Goodbye, Maggie Cole năm 1972. (Phim này được coi như một tập phim thử nghiệm cho một loạt phim truyền hình phát sóng vào cuối tuần, nhưng do bệnh và sức khỏe của bà bị suy yếu nên loạt phim này bị hủy bỏ)
Lần xuất hiện chót trước công chúng của bà là trong buổi lễ trao giải Oscar năm 1974. Tuy rất yếu, nhưng nhờ sự giúp đỡ của Charlton Heston, bà cũng đã trao được giải thưởng cho nữ diễn viên chính đoạt giải xuất sắc nhất.

## Đời tư
Hayward kết hôn với nam diễn viên Jess Barker trong 10 năm, họ có hai con trai song sinh: Gregory và Timothy, sinh ngày 19.2.1945. Cuộc hôn nhân này được các bài báo ngồi lê đôi mách của Hollywood mô tả là đầy sóng gió. Họ ly dị năm 1954. Hayward đã sống sót qua một vụ định tự tử sau cuộc ly dị này. Trong khi tiến hành các thủ tục ly dị, Hayward đang cùng Clark Gable đóng vai chính trong phim Soldier of Fortune quay ở Hồng Kông, nhưng bà đã ở lại Hollywood để làm thủ tục ra tòa ly dị, nên các cảnh có bà đóng chung với Clark Gable đã được quay tại trường quay ở Hollywod.

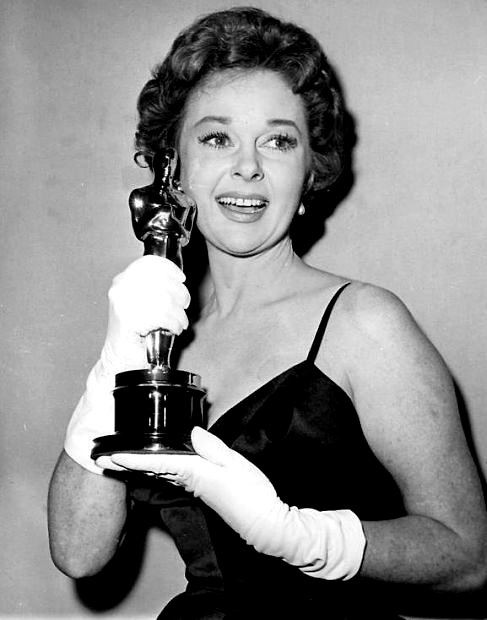
Hayward nhận Giải Oscar cho nữ diễn viên chính xuất sắc nhất về vai diễn trong phim I Want to Live (1958)

Năm 1957, Hayward tái hôn với Floyd Eaton Chalkley, một doanh nhân kiêm chủ trại chăn nuôi ở bang Georgia. Mặc dù đối với một ngôi sao điện ảnh Hollywood thì Chalkley là một ông chồng không bình thường, nhưng cuộc hôn nhân này là cuộc hôn nhân hạnh phúc. Vợ chồng họ sống trong một nông trại gần Carrollton, Ga. Họ cũng có tài sản ở Quận Cleburne, Alabama, ngay bên ngoài Heflin, Alabama. Tháng 12 năm 1964, vợ chồng bà theo đạo Công giáo và được Linh mục McGuire rửa tội tại nhà thờ Thánh Phêrô và Phaolô trên đường Larimar, thuộc khu East Liberty của Pittsburgh. Bà đã từng gặp linh mục McGuire khi du lịch Trung Quốc và có hứa với linh mục này là nếu có khi nào bà trở lại đạo Công giáo thì sẽ nhờ linh mục này làm lễ rửa tội cho mình. Chalkley qua đời ngày 9.1.1966. Hayward đau buồn, nên dọn về cư ngụ ở Florida, vì không muốn sống ở bang Georgia mà thiếu vắng chồng.
Hayward tin khoa chiêm tinh Bà rất tin tưởng lời khuyên của Carroll Righter - người tự xưng là "the Gregarious Aquarius" và "Astrologer to the Stars" – ông đã cho bà biết rằng giờ tốt nhất để ký một hợp đồng đóng phim là đúng 2 giờ 47 phút buổi sáng, bảo bà chỉnh đồng hồ báo thức vào lúc 2 giờ 45 phút để được chắc chắn là bà nghe theo lời hướng dẫn của ông ta.

## Từ trần
Năm 1973 Hayward được chẩn đoán là bị ung thư não. Ngày 14.3.1975, bà bị tai biến mạch máu não tại ngôi nhà của bà ở Beverly Hills và qua đời ở tuổi 57. Tang lễ của Hayward được cử hành ngày 16.3.1975 tại nhà thờ Công giáo Đức Mẹ hằng Cứu giúp ở Carrollton. Bà được mai táng ở nghĩa trang Đức Mẹ hằng Cứu giúp, bên cạnh người chồng thứ hai, Floyd Eaton Chalkley.
Có sự suy đoán rằng có thể Hayward đã bị ung thư do bụi phóng xạ từ các cuộc thử bom nguyên tử  khi bà đóng phim The Conqueror chung với John Wayne. Nhiều thành viên trong đoàn làm phim này, kể cả John Wayne, Agnes Moorehead và Pedro Armendáriz, sau này đều chết vì chứng ung thư và những bệnh liên quan tới ung thư.
Susan Hayward có một ngôi sao trên Đại lộ danh vọng Hollywood ở 6251 Đại lộ Hollywood.

## Danh mục phim và Giải thưởng
| Năm  | Tên                                      | Vai diễn                                | Ghi chú |
| ---- | ---------------------------------------- | --------------------------------------- | --- |
| 1937 | Hollywood Hotel                          | Starlet at table                        | Không ghi tên |
| 1938 | The Amazing Dr. Clitterhouse             | Bệnh nhân                               | Scenes deleted |
| 1938 | The Sisters                              | Người trực tổng đài điện thoại          | Không ghi tên |
| 1938 | Girls on Probation                       | Gloria Adams                            | |
| 1938 | Comet Over Broadway                      | Nữ diễn viên không chuyên nghiệp        | Không ghi tên |
| 1938 | Campus Cinderella                        | Co-Ed                                   | Phim ngắn |
| 1939 | Beau Geste                               | Isobel Rivers                           | |
| 1939 | Our Leading Citizen                      | Judith Schofield                        | |
| 1939 | $1000 a Touchdown                        | Betty McGlen                            | |
| 1941 | Adam Had Four Sons                       | Hester Stoddard                         | |
| 1941 | Sis Hopkins                              | Carol Hopkins                           | |
| 1941 | Among the Living                         | Millie Pickens                          | |
| 1942 | Reap the Wild Wind                       | Cousin Drusilla Alston                  | |
| 1942 | The Forest Rangers                       | Tana 'Butch' Mason                      | |
| 1942 | I Married a Witch                        | Estelle Masterson                       | |
| 1942 | Star Spangled Rhythm                     | Bản thân - Genevieve in Priorities Skit | |
| 1942 | A Letter from Bataan                     | Mrs. Mary Lewis                         | |
| 1943 | Young and Willing                        | Kate Benson                             | |
| 1943 | Hit Parade of 1943                       | Jill Wright                             | |
| 1943 | Jack London                              | Charmian Kittredge                      | |
| 1944 | The Fighting Seabees                     | Constance Chesley                       | |
| 1944 | The Hairy Ape                            | Mildred Douglas                         | |
| 1944 | And Now Tomorrow                         | Janice Blair                            | |
| 1944 | Skirmish on the Home Front               | Molly Miller                            | Phim ngắn |
| 1946 | Deadline at Dawn                         | June Goth                               | |
| 1946 | Canyon Passage                           | Lucy Overmire                           | |
| 1947 | Smash-Up, the Story of a Woman           | Angelica 'Angie'/'Angel' Evans Conway   | Đề cử —Giải Oscar cho nữ diễn viên chính xuất sắc nhất |
| 1947 | They Won't Believe Me                    | Verna Carlson                           | |
| 1947 | The Lost Moment                          | Tina Bordereau                          | |
| 1948 | Tap Roots                                | Morna Dabney                            | |
| 1948 | The Saxon Charm                          | Janet Busch                             | |
| 1949 | Tulsa                                    | Cherokee Lansing                        | |
| 1949 | House of Strangers                       | Irene Bennett                           | |
| 1949 | My Foolish Heart                         | Eloise Winters                          | Đề cử—Giải Oscar cho nữ diễn viên chính xuất sắc nhất |
| 1951 | Screen Snapshots: Hopalong in Hoppy Land | Bản thân                                | Phim ngắn |
| 1951 | I'd Climb the Highest Mountain           | Mary Elizabeth Eden Thompson            | |
| 1951 | Rawhide                                  | Vinnie Holt                             | |
| 1951 | I Can Get It for You Wholesale           | Harriet Boyd                            | |
| 1951 | David and Bathsheba                      | Bathsheba                               | |
| 1952 | With a Song in My Heart                  | Jane Froman                             | - Giải Quả cầu vàng cho nữ diễn viên phim ca nhạc hoặc phim hài xuất sắc nhất - Đề cử—Giải Oscar cho nữ diễn viên chính xuất sắc nhất |
| 1952 | The Snows of Kilimanjaro                 | Helen                                   | |
| 1952 | The Lusty Men                            | Louise Merritt                          | |
| 1953 | The President's Lady                     | Rachel Donaldson                        | |
| 1953 | White Witch Doctor                       | Ellen Burton                            | |
| 1954 | Demetrius and the Gladiators             | Messalina                               | |
| 1954 | Garden of Evil                           | Leah Fuller                             | |
| 1955 | Untamed                                  | Katie O'Neill (Kildare) (Van Riebeck)   | |
| 1955 | Soldier of Fortune                       | Mrs. Jane Hoyt                          | |
| 1955 | I'll Cry Tomorrow                        | Lillian Roth                            | - Giải cho nữ diễn viên xuất sắc nhất (Liên hoan phim Cannes) - Đề cử—Giải Oscar cho nữ diễn viên chính xuất sắc nhất - Đề cử—Giải BAFTA cho nữ diễn viên chính xuất sắc nhất |
| 1956 | The Conqueror                            | Bortai                                  | |
| 1957 | Top Secret Affair                        | Dorothy 'Dottie' Peale                  | |
| 1958 | I Want to Live!                          | Barbara Graham                          | - Giải Oscar cho nữ diễn viên chính xuất sắc nhất - Giải David di Donatello cho nữ diễn viên nước ngoài xuất sắc nhất - Giải Quả cầu vàng cho nữ diễn viên phim chính kịch xuất sắc nhất - Laurel Award for Top Female Dramatic Performance (hạng nhì) - Giải Liên hoan phim Mar del Plata cho nữ diễn viên chính xuất sắc nhất - Giải của Hội phê bình phim New York cho nữ diễn viên xuất sắc nhất - Giải Creu de Sant Jordi cho nữ diễn viên nước ngoài xuất sắc nhất - Đề cử—Giải BAFTA cho nữ diễn viên chính xuất sắc nhất |
| 1959 | Thunder in the Sun                       | Gabrielle Dauphin                       | |
| 1959 | Woman Obsessed                           | Mary Sharron                            | |
| 1961 | The Marriage-Go-Round                    | Content Delville                        | |
| 1961 | Ada                                      | Ada Gillis                              | |
| 1961 | Back Street                              | Rae Smith                               | |
| 1962 | I Thank a Fool                           | Christine Allison                       | |
| 1963 | Stolen Hours                             | Laura Pember                            | |
| 1964 | Where Love Has Gone                      | Valerie Hayden Miller                   | |
| 1967 | The Honey Pot                            | Mrs. Sheridan                           | |
| 1967 | Valley of the Dolls                      | Helen Lawson                            | |
| 1967 | Think Twentieth                          | Bản thân                                | |
| 1972 | The Revengers                            | Elizabeth Reilly                        | |
| 1972 | Heat of Anger                            | Jessie Fitzgerald                       | Phim truyền hình |
| 1972 | Say Goodbye Maggie Cole                  | Dr. Maggie Cole                         | Phim truyền hình |